# 司徒加敏
司徒加敏（英語：Jenny Sze-to Kar-man，1988年—），香港公務員，曾任香港駐柏林經濟貿易辦事處處長。她在2011年於香港大學取得法学士及工商管理學學士雙學位，在學時曾擔任2008年北京奧運的志願者。畢業後，她隨即在2011年7月加入香港政府任職政務主任。她在同年7月7日獲派至勞工及福利局擔任助理秘書長，並兼任製衣業訓練局委員，至2013年4月21日完任。她隨後曾在政府資訊科技總監辦公室、食物及衛生局及政務司司長辦公室任職。及後，她在2021年11月22日獲委任為香港駐柏林經濟貿易辦事處處長，至8月10日後卸任並由黃文忠接替。

## 外部連結
- 司徒加敏的個人官方領英頁面 （页面存档备份，存于）

| 政府职务      | 政府职务                                                   | 政府职务      |
| ------------- | ---------------------------------------------------------- | ------------- |
| 前任： 李志鵬 | 香港駐柏林經濟貿易辦事處處長 2021年11月22日－2025年8月10日 | 繼任： 黃文忠 |